# Église Saint-Priest de Saint-Priest-la-Plaine
L'église Saint-Priest est une église catholique située à Saint-Priest-la-Plaine, en France.
Elle fait l'objet de protections au titre des monuments historiques.

## Localisation
L'église est située dans le département français de la Creuse, sur la commune de Saint-Priest-la-Plaine, en bordure ouest du petit bourg, le long de la route départementale 44.

## Historique
L'église est bâtie au XIIIe siècle sous la dépendance de l'abbaye de Bénévent puis modifiée au XVe siècle.
L'édifice fait d'abord l'objet d'un classement partiel au titre des monuments historiques le 13 octobre 1958 pour le mur nord du chœur supportant des peintures murales du XVe siècle ; toute la partie restante de l'édifice est inscrite le 5 décembre 1979.

## Architecture
L'église est orientée est-ouest mais son portail est situé au nord, dans la seconde travée de la nef qui en compte trois. Une chapelle a été ouverte côté sud et le chœur se termine par un chevet plat.

## Mobilier
Le mur nord du chœur présente une peinture murale du XVe siècle, large de 2,30 mètres et haute de 1,60 mètre, classée au titre des monuments historiques le 13 octobre 1958, ce qui a valu à l'église son classement partiel à cette même date. Deux personnages y sont représentés, dont saint Antoine.
Deux statues sont également inscrites au titre des monuments historiques, toutes deux en date du 21 janvier 1976 : une Vierge à l'Enfant qui pourrait dater du XVIe siècle et un groupe sculpté représentant l'Éducation de la Vierge datant du XVIIe ou XVIIIe siècle.
Le sol est composé de grandes dalles dont certaines sont funéraires.

## Galerie de photos

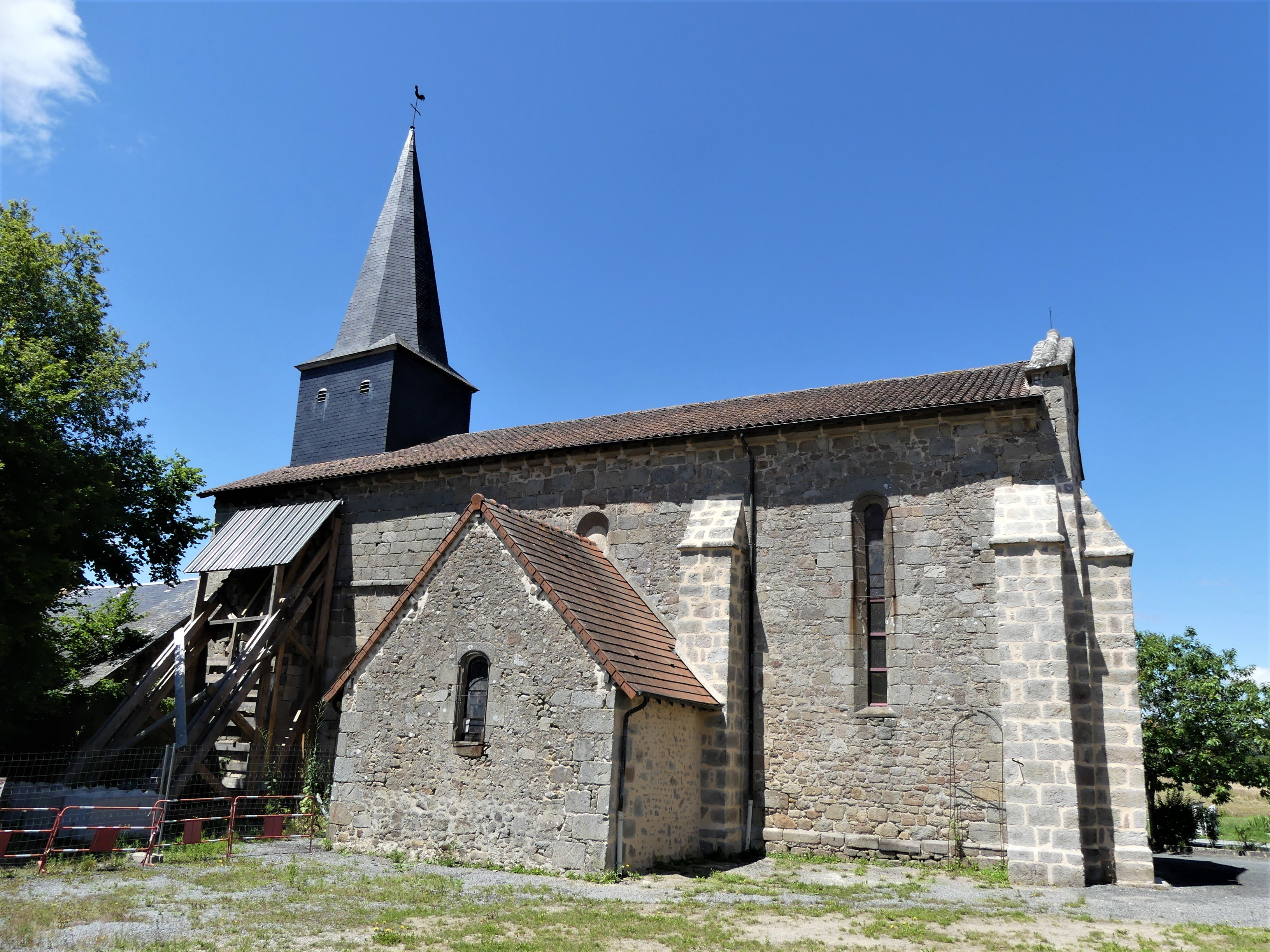
La façade sud avec la chapelle en saillie.
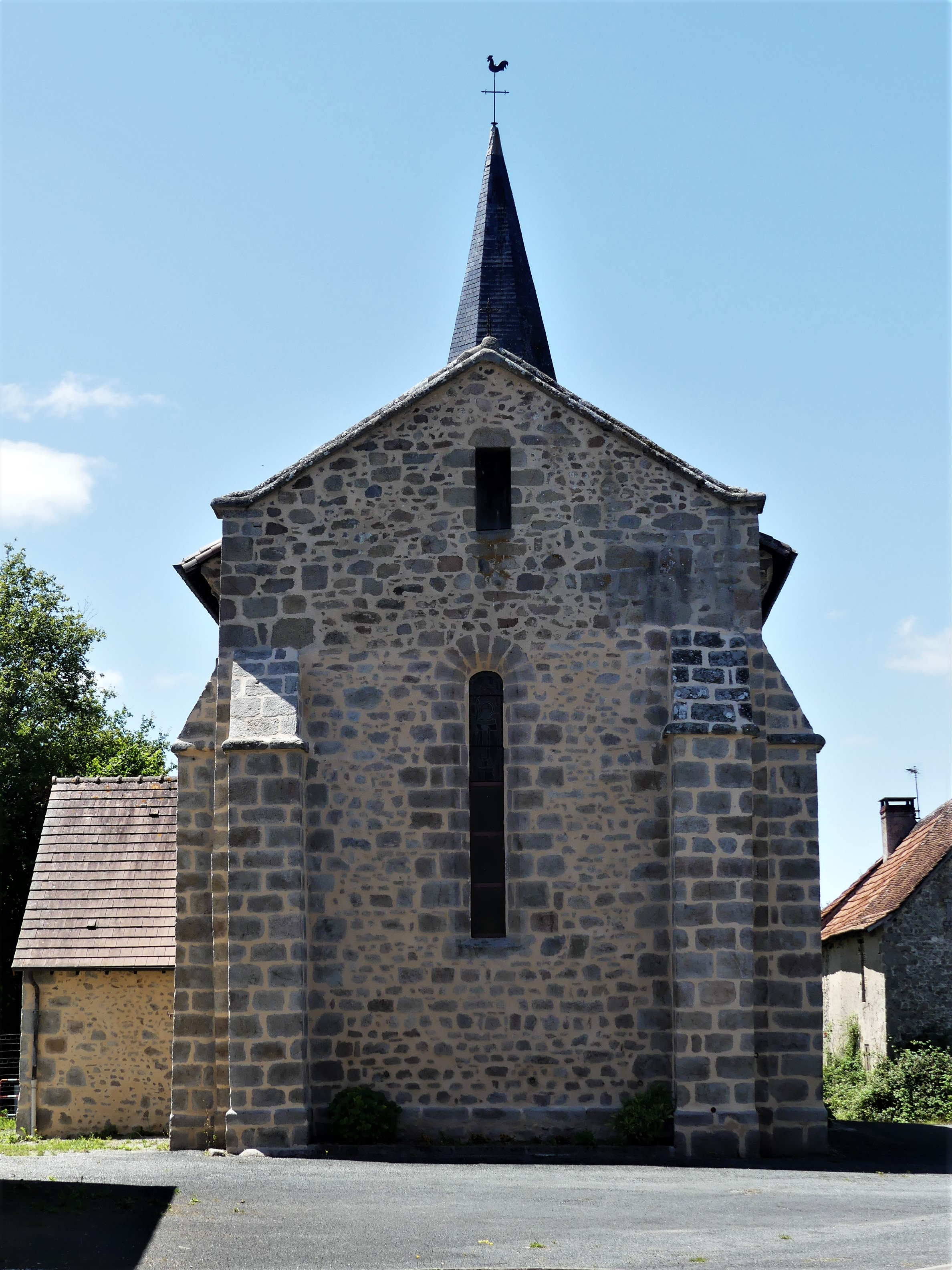
Le chevet plat.
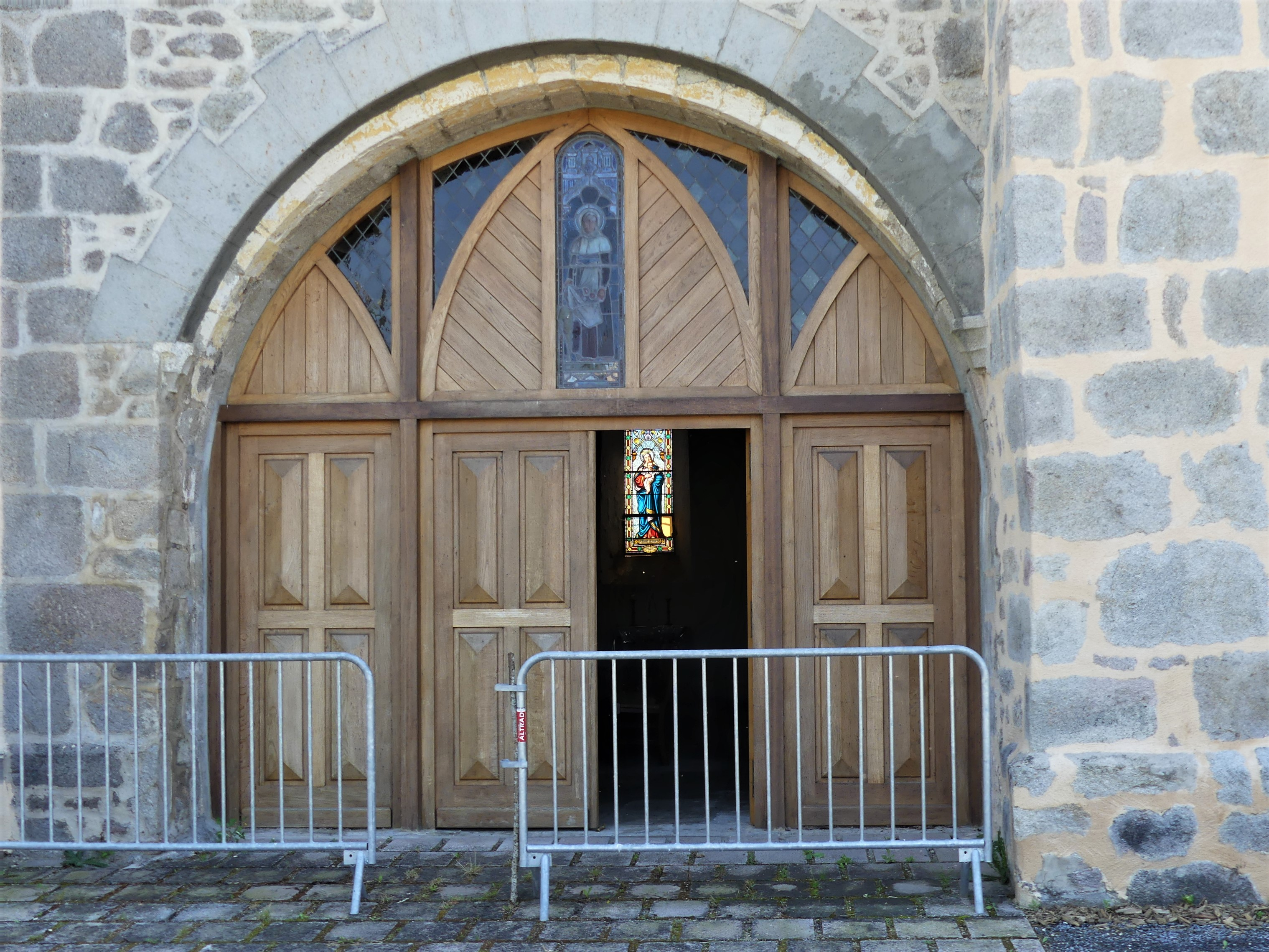
Le portail.
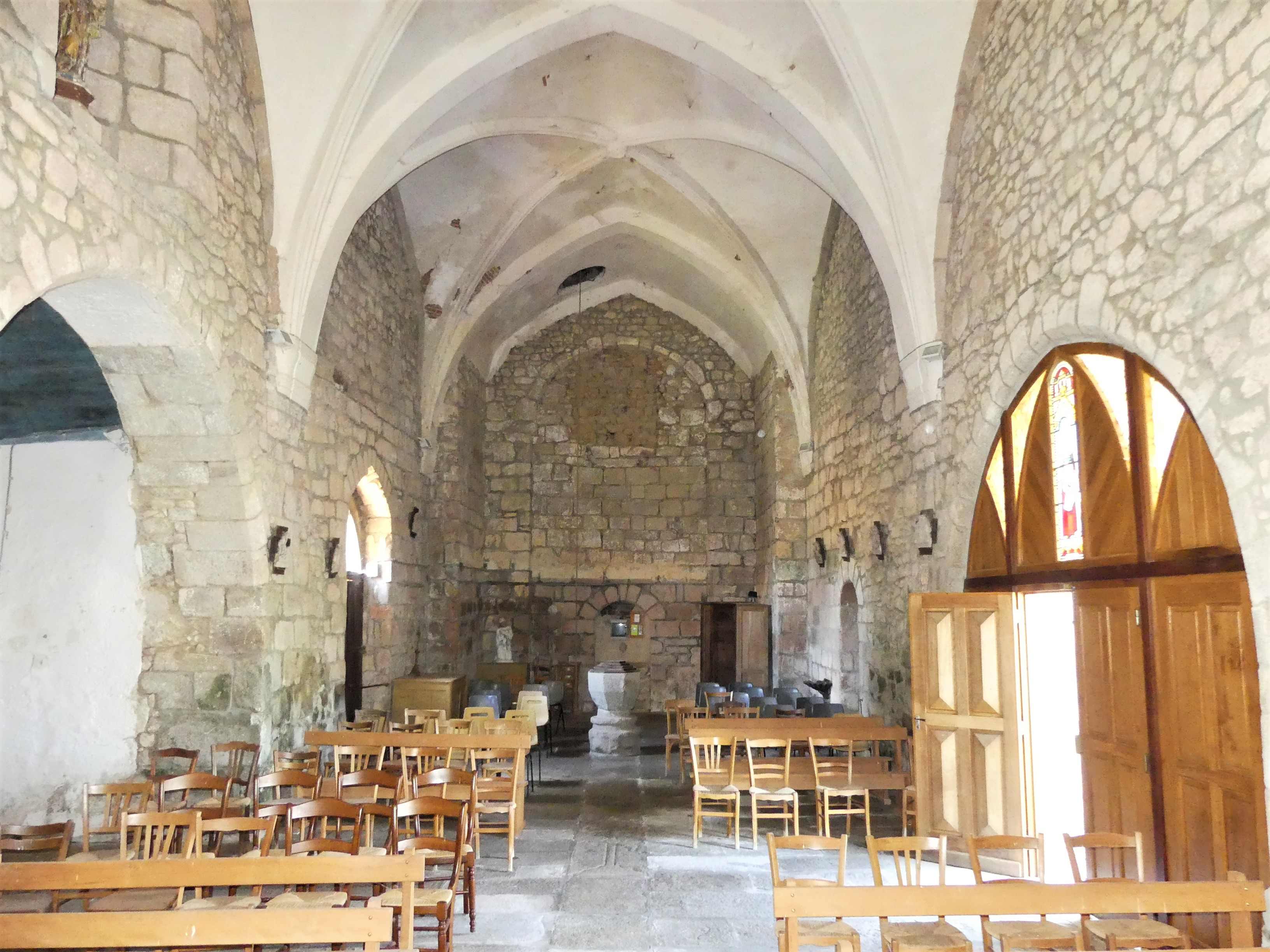
La nef.
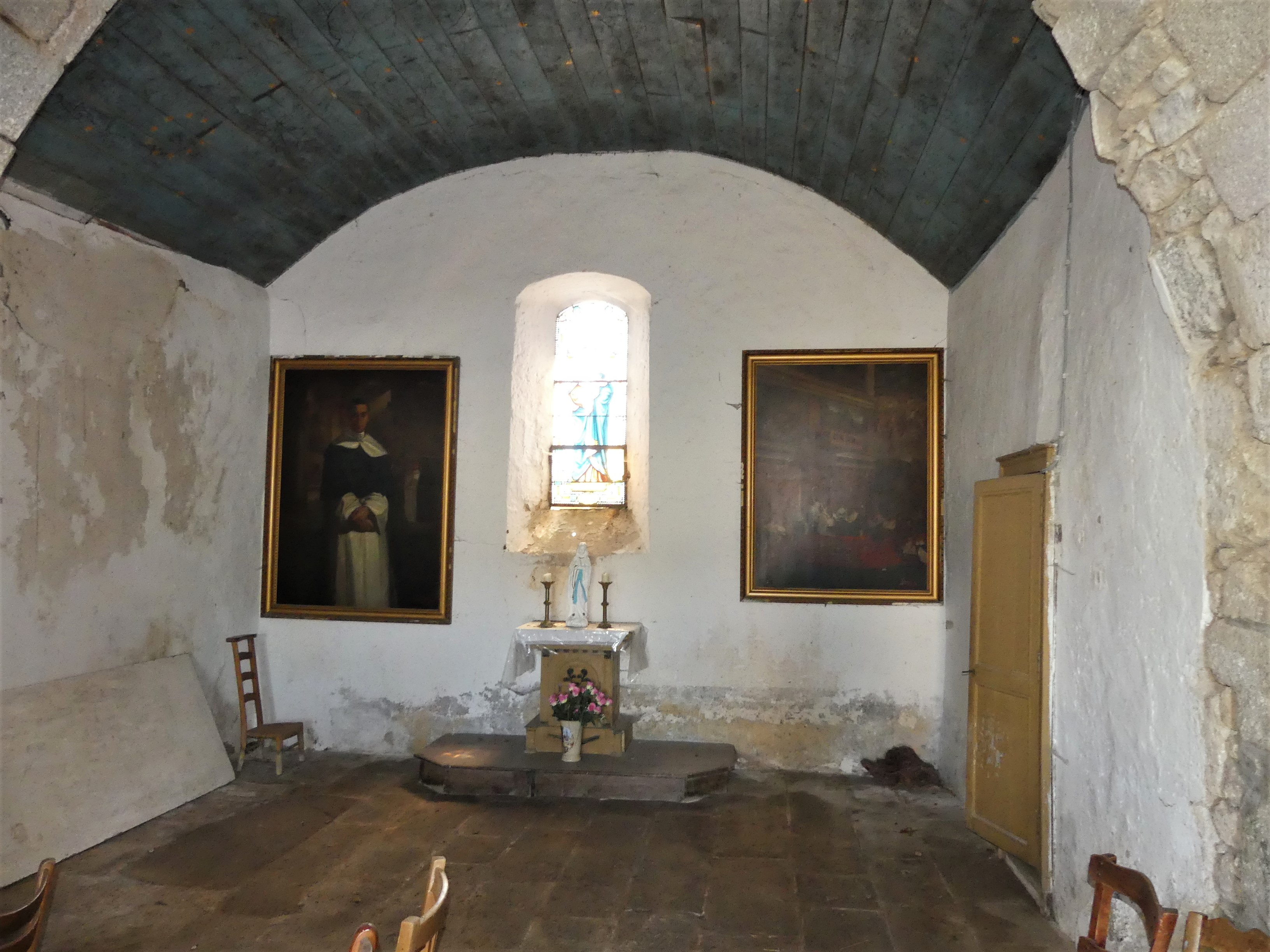
La chapelle sud.

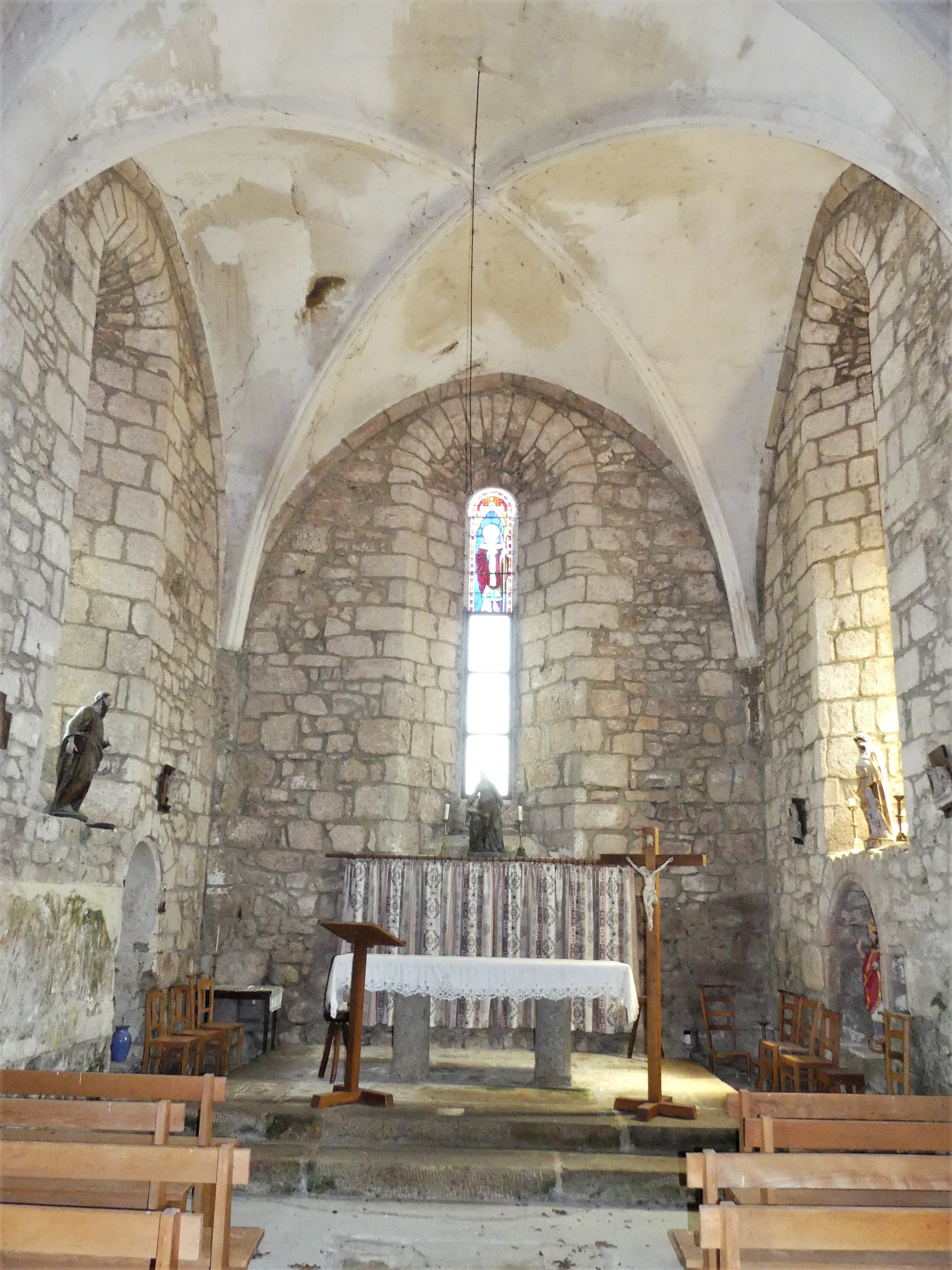
Le chœur.
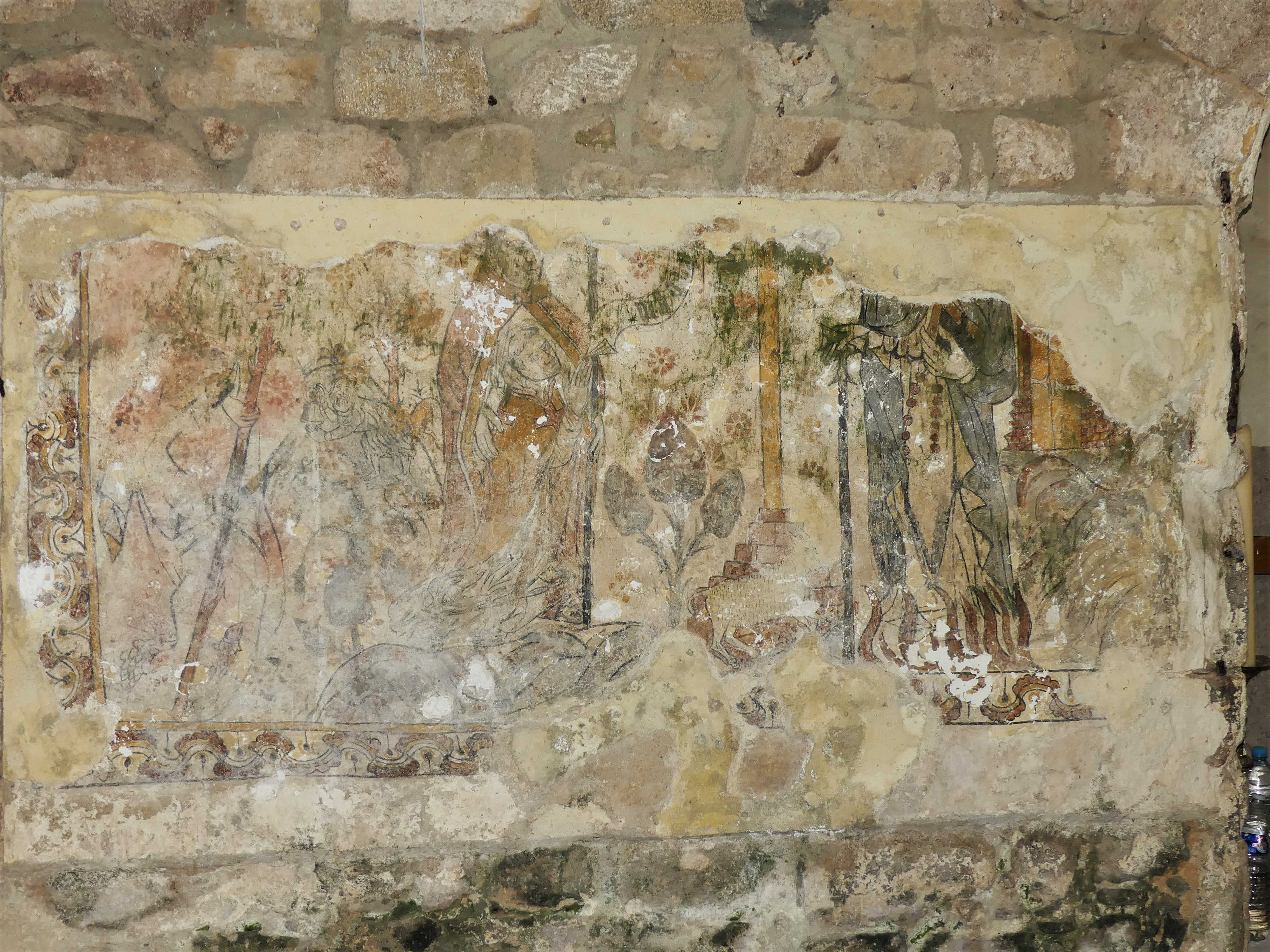
Les peintures du chœur.
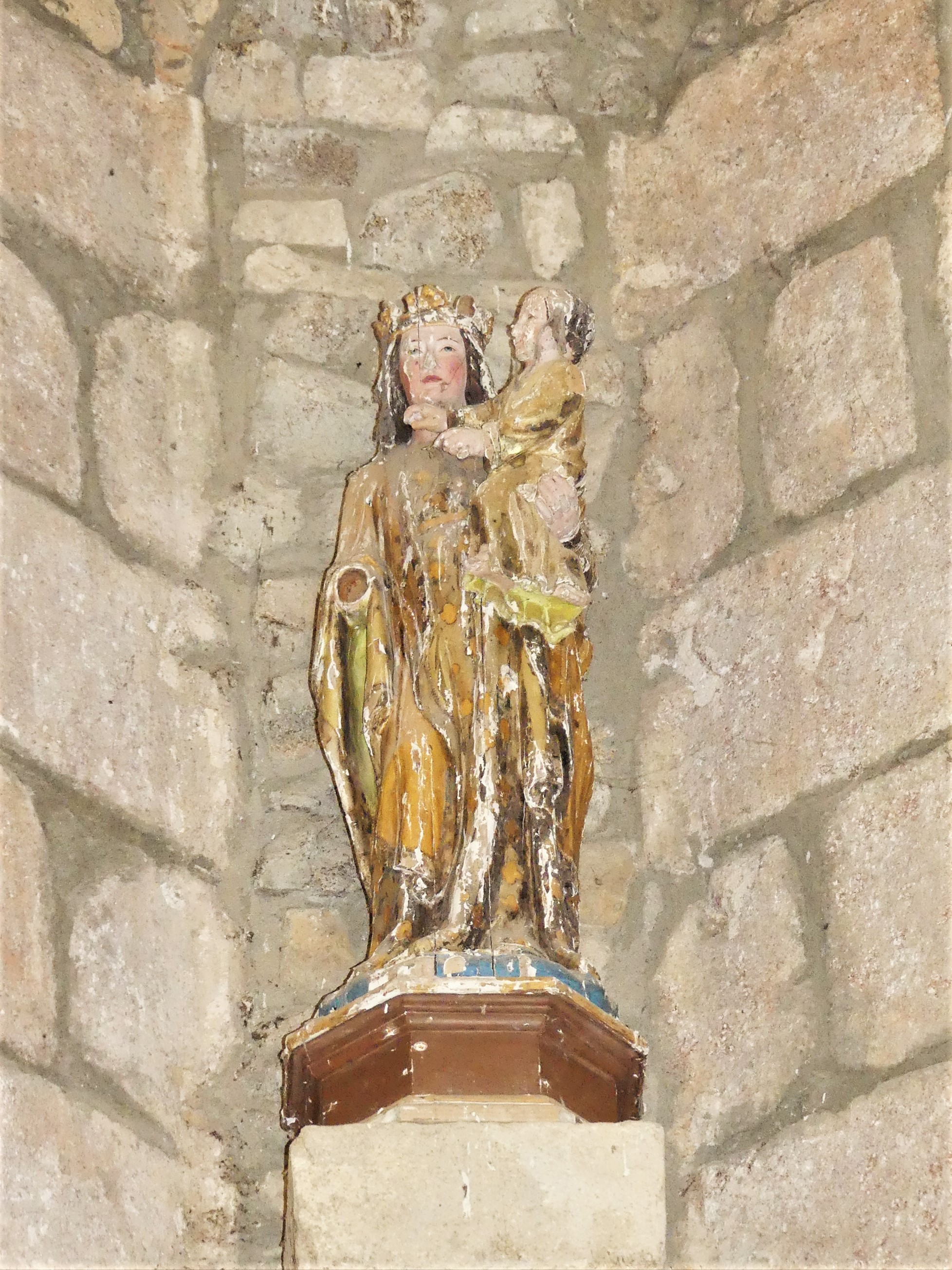
Statue de la Vierge à l'Enfant.
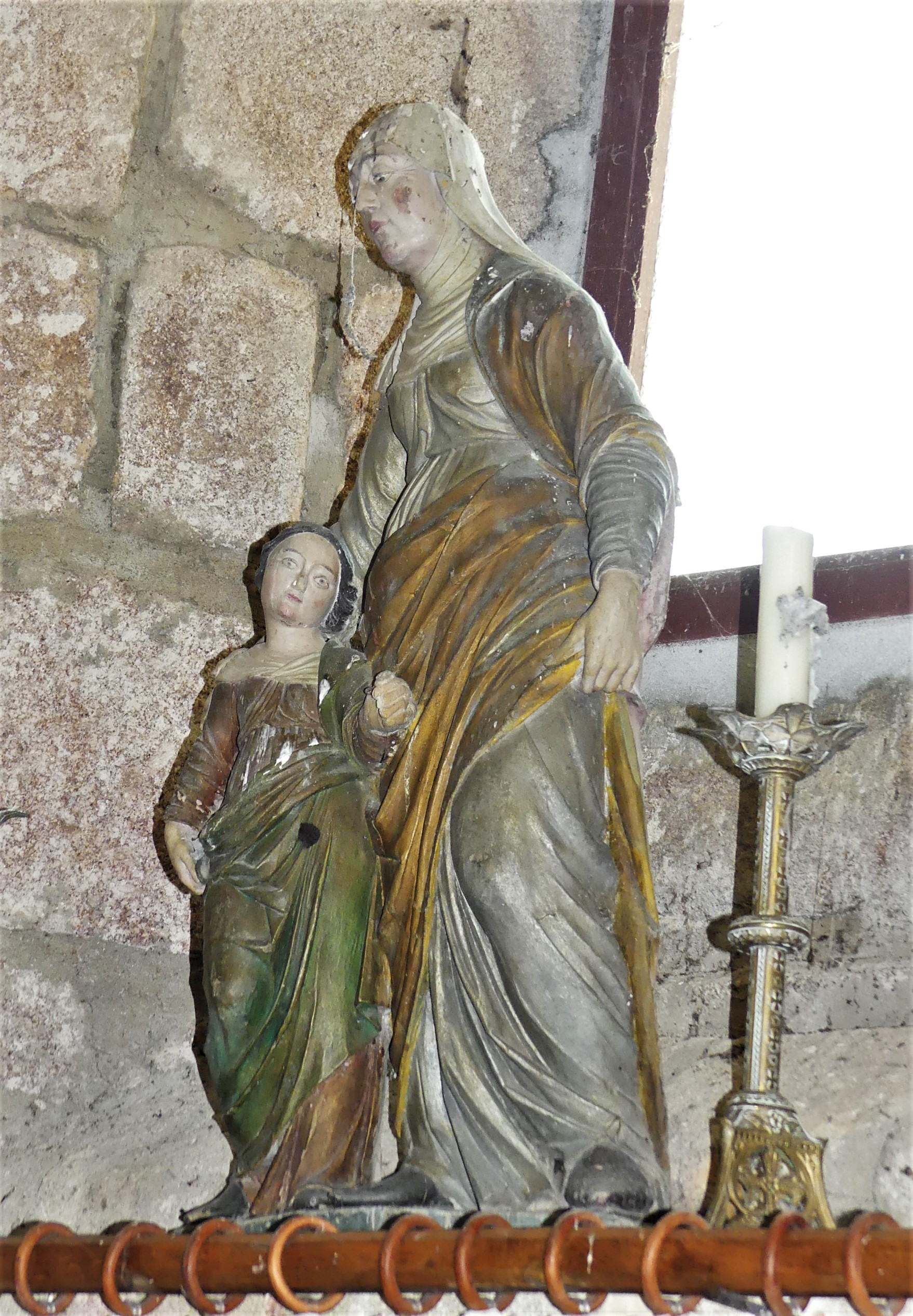
Groupe sculpté de l'Éducation de la Vierge.
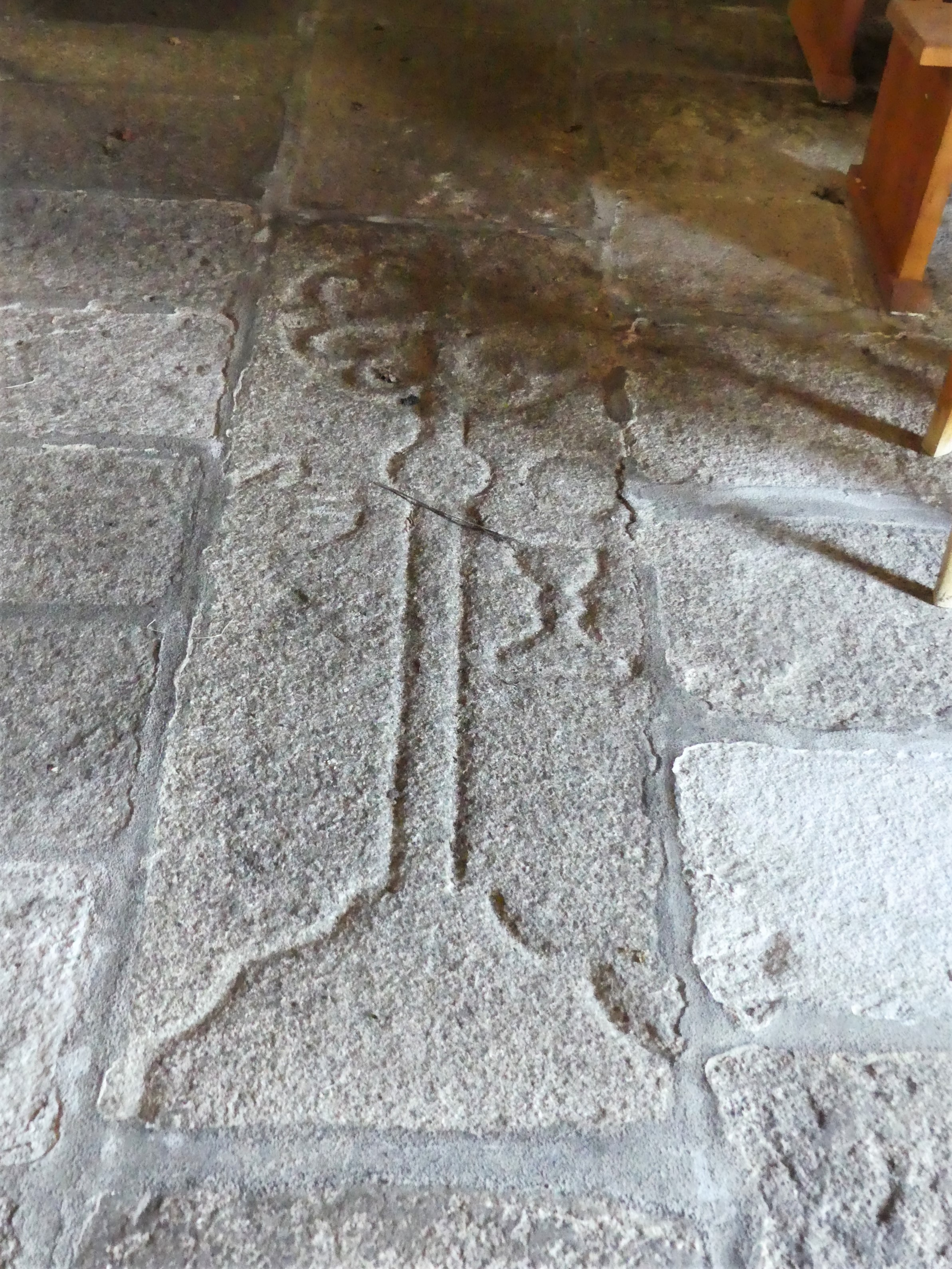
Dalle funéraire.
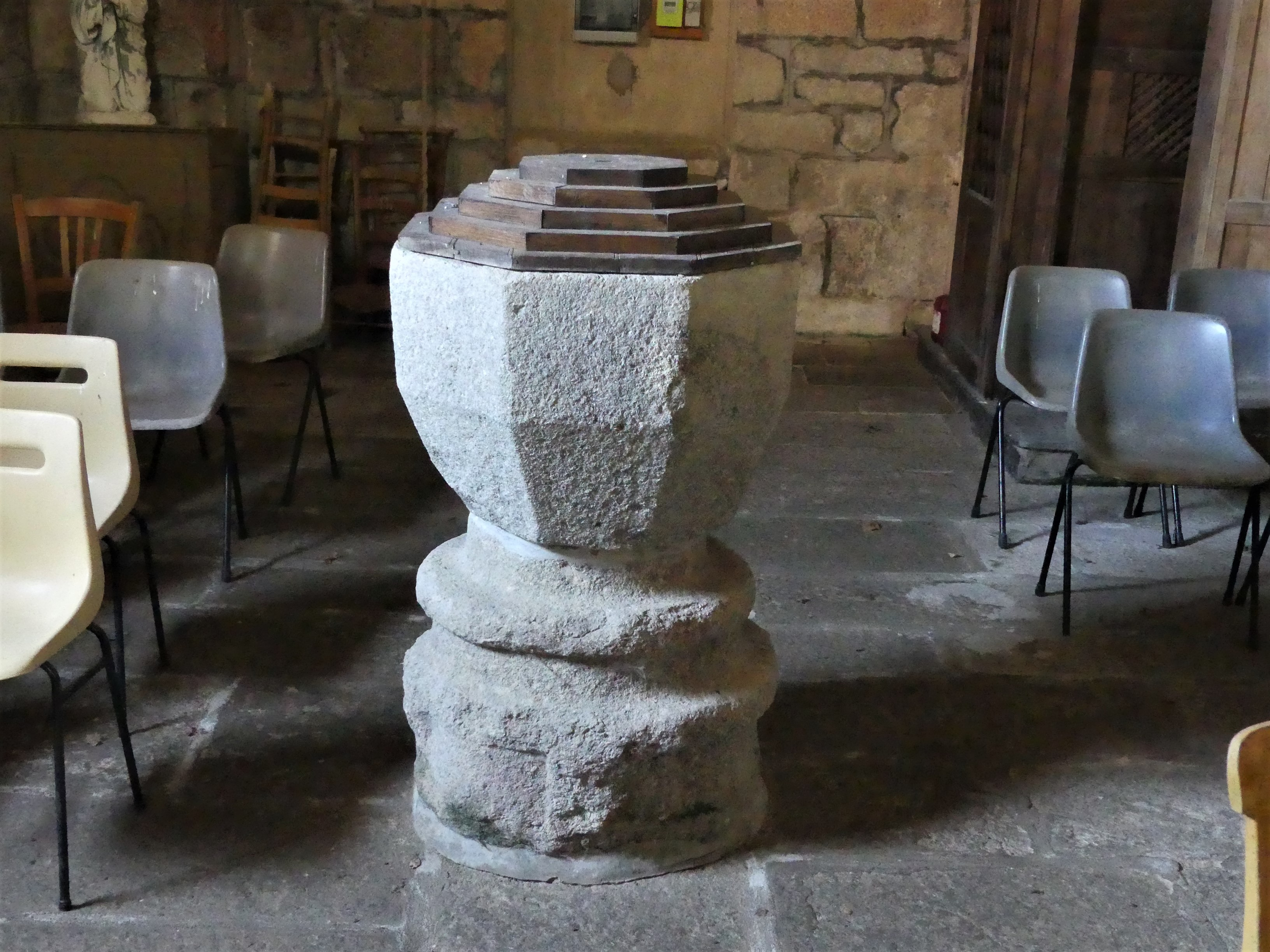
Les fonts baptismaux.